# Teodor Lazăr
Teodor Lazăr (n. 28 septembrie 1967, Bacău, România) este un deputat român, ales în 2020 și 2024 din partea USR. 